# Enicospilus maculipennis
Enicospilus maculipennis là một loài tò vò trong họ Ichneumonidae.